# 前559年
| 千纪： | 前1千纪 |
| 世纪： | 前7世纪 \| 前6世纪 \| 前5世纪 |
| 年代： | 前580年代 \| 前570年代 \| 前560年代 \| 前550年代 \| 前540年代 \| 前530年代 \| 前520年代 |
| 年份： | 前564年 \| 前563年 \| 前562年 \| 前561年 \| 前560年 \| 前559年 \| 前558年 \| 前557年 \| 前556年 \| 前555年 \| 前554年                                                                          |
| 纪年： | 周灵王十三年 魯襄公十四年 齐灵公二十三年 晋悼公十四年 秦景公十八年 宋平公十七年 楚康王元年 卫献公十八年 陈哀公十年 蔡景侯三十三年 曹成公十九年 郑简公七年 燕武公十五年 吴王诸樊二年 杞孝公八年 |

## 大事記
- 晉國大夫荀偃率齊國、宋國、魯國、衛國、鄭國、曹國、莒國、邾國、滕國、薛國、杞國、小邾國聯軍攻秦國，以報三年前栎邑之战。至涇水，不渡而返。
- 衛獻公不敬孫林父和寧殖，孫林父聯合寧殖逐出衛獻公，立獻公之弟衛殤公，衛獻公逃亡齊國。

## 逝世
- 公子贞，楚国大夫
- 養由基，楚国大夫
- 子皮，卫国大夫
- 子蟜，卫国大夫
- 欒鍼，晋国大夫
- 梭伦，雅典执政官
- 冈比西斯一世，波斯国王